# Listă de aeroporturi după codul IATA: Y
Mai jos este lista de aeroporturi al căror cod IATA începe cu litera Y.
Această listă este generată cu date din Wikidata și este actualizată periodic de un robot.
 Editările făcute în listă vor fi șterse la următoarea actualizare!
| Imagine | Cod IATA | Articol                                                      |
| ------- | -------- | ------------------------------------------------------------ |
|         | YYJ      | Aeroportul Internațional Victoria                            |
|         | YOS      | Aeroportul Regional Owen Sound Billy Bishop                  |
|         | YHK      | Aeroportul Gjoa Haven                                        |
|         | YMS      | Aeroportul Moisés Benzaquén Rengifo                          |
|         | YAT      | Aeroportul Attawapiskat                                      |
|         | YJP      | Aeroportul Hinton/Jasper-Hinton                              |
|         | YPA      | Aeroportul Prince Albert (Glass Field)                       |
|         | YAK      | Aeroportul Yakutat                                           |
|         | YYZ      | Aeroportul Internațional Toronto/Leaster B. Pearson          |
|         | YYY      | Aeroportul Mont-Joli                                         |
|         | YOY      | CFB Valcartier                                               |
|         | YKU      | Aeroportul Chisasibi                                         |
|         | YLL      | Aeroportul Lloydminster                                      |
|         | YMO      | Aeroportul Moosonee                                          |
|         | YVQ      | Aeroportul Norman Wells                                      |
|         | YHO      | Aeroportul Hopedale                                          |
|         | YAZ      | Aeroportul Tofino/Long Beach                                 |
|         | YUM      | Aeroportul Yuma                                              |
|         | YBG      | CFB Bagotville                                               |
|         | YBG      | Aeroportul Bagotville                                        |
|         | YXK      | Aeroportul Rimouski                                          |
|         | YQG      | Aeroportul Internațional Windsor                             |
|         | YMD      | Aeroportul Mould Bay                                         |
|         | YUS      | Aeroportul Yushu Batang                                      |
|         | YBE      | Aeroportul Uranium City                                      |
|         | YFR      | Aeroportul Fort Resolution                                   |
|         | YEV      | Aeroportul Inuvik (Mike Zubko)                               |
|         | YLV      | Aeroportul Yevlakh                                           |
|         | YPG      | Aeroportul Portage la Prairie Southport                      |
|         | YPQ      | Aeroportul Peterborough                                      |
|         | YJF      | Aeroportul Fort Liard                                        |
|         | YCC      | Aeroportul Regional Cornwall                                 |
|         | YFB      | Aeroportul Iqaluit                                           |
|         | YGR      | Aeroportul Îles-de-la-Madeleine                              |
|         | YIK      | Aeroportul Ivujivik                                          |
|         | YKS      | Aeroportul Yakutsk                                           |
|         | YLW      | Aeroportul Internațional Kelowna                             |
|         | YMG      | Aeroportul Manitouwadge                                      |
|         | YNN      | Aeroportul Nejanilini Lake                                   |
|         | YNN      | Aeroportul Yandicoogina                                      |
|         | YOJ      | Aeroportul High Level                                        |
|         | YON      | Aeroportul Yongphulla                                        |
|         | YPC      | Aeroportul Paulatuk (Nora Aliqatchialuk Ruben)               |
|         | YQS      | Aeroportul Municipal St. Thomas                              |
|         | YSO      | Aeroportul Postville                                         |
|         | YKC      | Aeroportul Collins Bay                                       |
|         | YRO      | Aeroportul Ottawa/Rockcliffe                                 |
|         | YLN      | Aeroportul Yilan                                             |
|         | YWG      | Aeroportul Internațional Winnipeg James Armstrong Richardson |
|         | YBV      | Aeroportul Berens River                                      |
|         | YRJ      | Aeroportul Roberval                                          |
|         | YSE      | Aeroportul Squamish                                          |
|         | YTE      | Aeroportul Cape Dorset                                       |
|         | YCH      | Aeroportul Miramichi                                         |
|         | YEG      | Aeroportul Internațional Edmonton                            |
|         | YIN      | Aeroportul Yining                                            |
|         | YBC      | Aeroportul Baie-Comeau                                       |
|         | YDL      | Aeroportul Dease Lake                                        |
|         | YHZ      | Aeroportul Internațional Halifax Stanfield                   |
|         | YKN      | Aeroportul Municipal Chan Gurney                             |
|         | YTT      | Aeroportul Tisdale                                           |
|         | YTX      | Aeroportul Telegraph Creek                                   |
|         | YTZ      | Aeroportul Billy Bishop Toronto City                         |
|         | YYG      | Aeroportul Charlottetown                                     |
|         | YYW      | Aeroportul Armstrong                                         |
|         | YZZ      | Aeroportul Trail                                             |
|         | YFG      | Aeroportul Fontages                                          |
|         | YLG      | Aeroportul Yalgoo                                            |
|         | YCG      | Aeroportul Regional West Kootenay                            |
|         | YDG      | Aeroportul Regional Digby/Annapolis                          |
|         | YNG      | Aeroportul Regional Youngstown-Warren                        |
|         | YRG      | Aeroportul Rigolet                                           |
|         | YPK      | Aeroportul Pitt Meadows                                      |
|         | YVE      | Aeroportul Regional Vernon                                   |
|         | YRB      | Aeroportul Resolute Bay                                      |
|         | YCU      | Aeroportul Yuncheng Guangong                                 |
|         | YJN      | Aeroportul Saint-Jean                                        |
|         | YRA      | Aeroportul Gamètì/Rae Lakes                                  |
|         | YTD      | Aeroportul Thicket Portage                                   |
|         | YYN      | Aeroportul Swift Current                                     |
|         | YBP      | Aeroportul Yibin Wuliangye                                   |
|         | YGP      | Aeroportul Michel-Pouliot Gaspé                              |
|         | YTF      | Aeroportul Alma                                              |
|         | YYE      | Aeroportul Fort Nelson                                       |
|         | YYT      | Aeroportul Internațional St. John's                          |
|         | YAH      | Aeroportul La Grande-4                                       |
|         | YSY      | Aeroportul Sachs Harbour (David Nasogaluak Jr. Saaryuaq)     |
|         | YNP      | Aeroportul Natuashish                                        |
|         | YCF      | Aeroportul Cortes Island (Hansen Airfield)                   |
|         | YNC      | Aeroportul Wemindji                                          |
|         | YOG      | Aeroportul Ogoki Post                                        |
|         | YBI      | Aeroportul Black Tickle                                      |
|         | YXE      | Aeroportul Internațional Saskatoon John G. Diefenbaker       |
|         | YIP      | Aeroportul Willow Run                                        |
|         | YKA      | Aeroportul Kamloops                                          |
|         | YLP      | Aeroportul Mingan                                            |
|         | YVP      | Aeroportul Kuujjuaq                                          |
|         | YIO      | Aeroportul Pond Inlet                                        |
|         | YHB      | Aeroportul Hudson Bay                                        |
|         | YHN      | Aeroportul Municipal Hornepayne                              |
|         | YHI      | Aeroportul Ulukhaktok/Holman                                 |
|         | YHP      | Aeroportul Poplar Hill                                       |
|         | YEB      | Aeroportul Bar River                                         |
|         | YKD      | Aeroportul Kincardine                                        |
|         | YRD      | Aeroportul Dean River                                        |
|         | YUD      | Aeroportul Umiujaq                                           |
|         | YMW      | Aeroportul Maniwaki                                          |
|         | YNE      | Aeroportul Norway House                                      |
|         | YEA      | Aeroportul Empress                                           |
|         | YTL      | Aeroportul Big Trout Lake                                    |
|         | YNA      | Aeroportul Natashquan                                        |
|         | YNO      | Aeroportul North Spirit Lake                                 |
|         | YUA      | Aeroportul Yuanmou                                           |
|         | YRF      | Aeroportul Cartwright                                        |
|         | YBM      | Aeroportul Bronson Creek                                     |
|         | YML      | Aeroportul Charlevoix                                        |
|         | YMT      | Aeroportul Chibougamau/Chapais                               |
|         | YND      | Aeroportul Gatineau-Ottawa Executive                         |
|         | YAM      | Aeroportul Sault Ste. Marie                                  |
|         | YLQ      | Aeroportul La Tuque                                          |
|         | YTW      | Aeroportul Yutian                                            |
|         | YLJ      | Aeroportul Meadow Lake                                       |
|         | YNJ      | Aeroportul Yanji Chaoyangchuan                               |
|         | YOO      | Aeroportul Oshawa                                            |
|         | YUT      | Aeroportul Repulse Bay                                       |
|         | YWP      | Aeroportul Webequie                                          |
|         | YDF      | Aeroportul Regional Deer Lake                                |
|         | YIF      | Aeroportul Saint-Augustin                                    |
|         | YPF      | Aeroportul Esquimalt                                         |
|         | YKF      | Aeroportul Region of Waterloo                                |
|         | YVV      | Aeroportul Wiarton                                           |
|         | YIW      | Aeroportul Yiwu                                              |
|         | YWY      | Aeroportul Wrigley                                           |
|         | YTQ      | Aeroportul Tasiujaq                                          |
|         | YTY      | Aeroportul Yangzhou Taizhou                                  |
|         | YUL      | Aeroportul Internațional Pierre Elliott Trudeau din Montréal |
|         | YDE      | Aeroportul Paradise River                                    |
|         | YBK      | Aeroportul Baker Lake                                        |
|         | YIB      | Aeroportul Municipal Atikokan                                |
|         | YDW      | Aeroportul Obre Lake/North of Sixty                          |
|         | YDV      | Aeroportul Bloodvein River                                   |
|         | YRV      | Aeroportul Revelstoke                                        |
|         | YRS      | Aeroportul Red Sucker Lake                                   |
|         | YPE      | Aeroportul Peace River                                       |
|         | YPW      | Aeroportul Powell River                                      |
|         | YVA      | Aeroportul Iconi                                             |
|         | YRQ      | Aeroportul Trois-Rivières                                    |
|         | YCR      | Aeroportul Cross Lake                                        |
|         | YDA      | Aeroportul Dawson City                                       |
|         | YDB      | Aeroportul Burwash                                           |
|         | YEE      | Aeroportul Midland/Huronia                                   |
|         | YIV      | Aeroportul Island Lake                                       |
|         | YNL      | Aeroportul Points North Landing                              |
|         | YPH      | Aeroportul Inukjuak                                          |
|         | YQU      | Aeroportul Grande Prairie                                    |
|         | YVO      | Aeroportul Val-d'Or                                          |
|         | YWL      | Aeroportul Williams Lake                                     |
|         | YYM      | Aeroportul Cowley                                            |
|         | YAI      | Aeroportul General Bernardo O'Higgins                        |
|         | YAP      | Aeroportul Internațional Yap                                 |
|         | YCN      | Aeroportul Cochrane                                          |
|         | YCT      | Aeroportul Coronation                                        |
|         | YOP      | Aeroportul Rainbow Lake                                      |
|         | YRI      | Aeroportul Rivière-du-Loup                                   |
|         | YBR      | Aeroportul Municipal Brandon                                 |
|         | YPR      | Aeroportul Prince Rupert                                     |
|         | YUE      | Aeroportul Yuendumu                                          |
|         | YVR      | Aeroportul Internațional Vancouver                           |
|         | YWK      | Aeroportul Wabush                                            |
|         | YSG      | Aeroportul Lutselk'e                                         |
|         | YCK      | Aeroportul Colville Lake                                     |
|         | YCV      | Aeroportul Cartierville                                      |
|         | YKG      | Aeroportul Kangirsuk                                         |
|         | YMB      | Aeroportul Merritt                                           |
|         | YOE      | Aeroportul Donnelly                                          |
|         | YCB      | Aeroportul Cambridge Bay                                     |
|         | YHF      | Aeroportul Municipal Hearst (René Fontaine)                  |
|         | YKL      | Aeroportul Schefferville                                     |
|         | YSC      | Aeroportul Sherbrooke                                        |
|         | YOC      | Aeroportul Old Crow                                          |
|         | YEM      | Aeroportul Municipal Manitowaning/Manitoulin East            |
|         | YEH      | Aeroportul Asalouyeh                                         |
|         | YCQ      | Aeroportul Chetwynd                                          |
|         | YKQ      | Aeroportul Waskaganish                                       |
|         | YCD      | Aeroportul Nanaimo                                           |
|         | YPD      | Aeroportul Municipal Parry Sound Area                        |
|         | YTA      | Aeroportul Pembroke                                          |
|         | YWO      | Aeroportul Lupin                                             |
|         | YBT      | Aeroportul Brochet                                           |
|         | YTJ      | Aeroportul Terrace Bay                                       |
|         | YXU      | Aeroportul Internațional London                              |
|         | YHU      | Aeroportul Montréal/Saint-Hubert                             |
|         | YSK      | Aeroportul Sanikiluaq                                        |
|         | YXL      | Aeroportul Sioux Lookout                                     |
|         | YXT      | Aeroportul Regional Northwest                                |
|         | YXY      | Aeroportul Internațional Erik Nielsen Whitehorse             |
|         | YYD      | Aeroportul Smithers                                          |
|         | YDQ      | Aeroportul Dawson Creek                                      |
|         | YVB      | Aeroportul Bonaventure                                       |
|         | YRM      | Aeroportul Rocky Mountain House                              |
|         | YRP      | Aeroportul Carp                                              |
|         | YBO      | Aeroportul Bob Quinn Lake                                    |
|         | YYQ      | Aeroportul Churchill                                         |
|         | YZP      | Aeroportul Sandspit                                          |
|         | YAN      | Aeroportul Yangambi                                          |
|         | YQI      | Aeroportul Yarmouth                                          |
|         | YLH      | Aeroportul Lansdowne House                                   |
|         | YEL      | Aeroportul Municipal Elliot Lake                             |
|         | YIC      | Aeroportul Yichun Mingyueshan                                |
|         | YQA      | Aeroportul Muskoka                                           |
|         | YDP      | Aeroportul Nain                                              |
|         | YQD      | Aeroportul The Pas                                           |
|         | YQN      | Aeroportul Nakina                                            |
|         | YQR      | Aeroportul Internațional Regina                              |
|         | YNM      | Aeroportul Matagami                                          |
|         | YQC      | Aeroportul Quaqtaq                                           |
|         | YGK      | Aeroportul Kingston/Norman Rogers                            |
|         | YCY      | Aeroportul Clyde River                                       |
|         | YJS      | Aeroportul Samjiyŏn                                          |
|         | YAU      | Aeroportul Kattiniq/Donaldson                                |
|         | YES      | Aeroportul Yasuj                                             |
|         | YEK      | Aeroportul Arviat                                            |
|         | YQW      | Aeroportul North Battleford (Cameron McIntosh)               |
|         | YGZ      | Aeroportul Grise Fiord                                       |
|         | YZF      | Aeroportul Yellowknife                                       |
|         | YAS      | Aeroportul Yasawa Island                                     |
|         | YDJ      | Aeroportul Hatchet Lake                                      |
|         | YFS      | Aeroportul Fort Simpson                                      |
|         | YNH      | Aeroportul Hudson's Hope                                     |
|         | YNZ      | Aeroportul Yancheng Nanyang                                  |
|         | YVG      | Aeroportul Vermilion                                         |
|         | YYC      | Aeroportul Internațional Calgary                             |
|         | YFJ      | Aeroportul Wekweètì                                          |
|         | YVZ      | Aeroportul Deer Lake                                         |
|         | YXQ      | Aeroportul Beaver Creek                                      |
|         | YWJ      | Aeroportul Déline                                            |
|         | YZS      | Aeroportul Coral Harbour                                     |
|         | YPL      | Aeroportul Pickle Lake                                       |
|         | YJT      | Aeroportul Stephenville                                      |
|         | YMP      | Aeroportul Port McNeill                                      |
|         | YPB      | Aeroportul Port Alberni (Alberni Valley Regional)            |
|         | YST      | Aeroportul St. Theresa Point                                 |
|         | YAR      | Aeroportul La Grande-3                                       |
|         | YEY      | Aeroportul Amos/Magny                                        |
|         | YLK      | Aeroportul Regional Lake Simcoe                              |
|         | YXS      | Aeroportul Prince George                                     |
|         | YEI      | Aeroportul Yenişehir                                         |
|         | YPJ      | Aeroportul Aupaluk                                           |
|         | YUB      | Aeroportul Tuktoyaktuk/James Gruben                          |
|         | YPY      | Aeroportul Fort Chipewyan                                    |
|         | YMA      | Aeroportul Mayo                                              |
|         | YWH      | Aeroportul Victoria Inner Harbour                            |
|         | YXI      | Aeroportul Killaloe/Bonnechere                               |
|         | YHT      | Aeroportul Haines Junction                                   |
|         | YME      | Aeroportul Matane                                            |
|         | YMN      | Aeroportul Makkovik                                          |
|         | YBB      | Aeroportul Kugaaruk                                          |
|         | YBL      | Aeroportul Campbell River                                    |
|         | YRL      | Aeroportul Red Lake                                          |
|         | YWB      | Aeroportul Kangiqsujuaq                                      |
|         | YET      | Aeroportul Edson                                             |
|         | YHD      | Aeroportul Regional Dryden                                   |
|         | YLB      | Aeroportul Lac La Biche                                      |
|         | YTH      | Aeroportul Thompson                                          |
|         | YLD      | Aeroportul Chapleau                                          |
|         | YYA      | Aeroportul Yueyang Sanhe                                     |
|         | YYH      | Aeroportul Taloyoak                                          |
|         | YSF      | Aeroportul Stony Rapids                                      |
|         | YLY      | Aeroportul Regional Langley                                  |
|         | YMM      | Aeroportul Internațional Fort McMurray                       |
|         | YSH      | Aeroportul Smiths Falls-Montague                             |
|         | YZH      | Aeroportul Slave Lake                                        |
|         | YDO      | Aeroportul Dolbeau-Saint-Félicien                            |
|         | YVM      | Aeroportul Qikiqtarjuaq                                      |
|         | YOH      | Aeroportul Oxford House                                      |
|         | YNS      | Aeroportul Nemiscau                                          |
|         | YAO      | Aeroportul Yaoundé                                           |
|         | YBS      | Aeroportul Opapimiskan Lake                                  |
|         | YJA      | Aeroportul Jasper                                            |
|         | YFC      | Aeroportul Internațional Fredericton                         |
|         | YAB      | Aeroportul Arctic Bay                                        |
|         | YCS      | Aeroportul Chesterfield Inlet                                |
|         | YGW      | Aeroportul Kuujjuarapik                                      |
|         | YKX      | Aeroportul Kirkland Lake                                     |
|         | YKY      | Aeroportul Regional Kindersley                               |
|         | YQV      | Aeroportul Municipal Yorkton                                 |
|         | YWM      | Aeroportul Williams Harbour                                  |
|         | YQM      | Aeroportul Internațional Greater Moncton                     |
|         | YQQ      | Aeroportul Comox Valley                                      |
|         | YSQ      | Aeroportul Songyuan Chaganhu                                 |
|         | YUX      | Aeroportul Hall Beach                                        |
|         | YXH      | Aeroportul Medicine Hat                                      |
|         | YHR      | Aeroportul Chevery                                           |
|         | YDU      | Aeroportul Kasba Lake                                        |
|         | YZV      | Aeroportul Sept-Îles                                         |
|         | YPX      | Aeroportul Puvirnituq                                        |
|         | YUY      | Aeroportul Rouyn-Noranda                                     |
|         | YGC      | Aeroportul Grande Cache                                      |
|         | YAA      | Aeroportul Anahim Lake                                       |
|         | YBY      | Aeroportul Bonnyville                                        |
|         | YFE      | Aeroportul Forestville                                       |
|         | YGL      | Aeroportul La Grande Rivière                                 |
|         | YIE      | Aeroportul Arxan Yi'ershi                                    |
|         | YQY      | Aeroportul Sydney/J.A. Douglas McCurdy                       |
|         | YZE      | Aeroportul Gore Bay-Manitoulin                               |
|         | YBA      | Aeroportul Banff                                             |
|         | YAC      | Aeroportul Cat Lake                                          |
|         | YQT      | Aeroportul Internațional Thunder Bay                         |
|         | YSM      | Aeroportul Fort Smith                                        |
|         | YQZ      | Aeroportul Quesnel                                           |
|         | YSV      | Aeroportul Saglek                                            |
|         | YCO      | Aeroportul Kugluktuk                                         |
|         | YNB      | Aeroportul Yanbu                                             |
|         | YGH      | Aeroportul Fort Good Hope                                    |
|         | YGT      | Aeroportul Igloolik                                          |
|         | YHM      | Aeroportul Internațional John C. Munro Hamilton              |
|         | YXX      | Aeroportul Internațional Abbotsford                          |
|         | YQH      | Aeroportul Watson Lake                                       |
|         | YPM      | Aeroportul Pikangikum                                        |
|         | YWA      | Aeroportul Petawawa                                          |
|         | YEO      | Royal Naval Air Station Yeovilton                            |
|         | YVT      | Aeroportul Buffalo Narrows                                   |
|         | YAG      | Aeroportul Municipal Fort Frances                            |
|         | YLT      | Aeroportul Alert                                             |
|         | YMX      | Aeroportul Internațional Montréal–Mirabel                    |
|         | YHY      | Aeroportul Hay River/Merlyn Carter                           |
|         | YPN      | Aeroportul Port-Menier                                       |
|         | YPS      | Aeroportul Port Hawkesbury                                   |
|         | YZY      | Aeroportul Zhangye Ganzhou                                   |
|         | YGO      | Aeroportul Gods Lake Narrows                                 |
|         | YGQ      | Aeroportul Geraldton (Greenstone Regional)                   |
|         | YGX      | Aeroportul Gillam                                            |
|         | YYB      | Aeroportul North Bay/Jack Garland                            |
|         | YSB      | Aeroportul Sudbury                                           |
|         | YZR      | Aeroportul Sarnia Chris Hadfield                             |
|         | YQL      | Aeroportul Lethbridge                                        |
|         | YPZ      | Aeroportul Burns Lake                                        |
|         | YZA      | Aeroportul Cache Creek                                       |
|         | YGV      | Aeroportul Havre Saint-Pierre                                |
|         | YBX      | Aeroportul Lourdes-de-Blanc-Sablon                           |
|         | YFA      | Aeroportul Fort Albany                                       |
|         | YFH      | Aeroportul Fort Hope                                         |
|         | YFX      | Aeroportul St. Lewis (Fox Harbour)                           |
|         | YGB      | Aeroportul Texada/Gillies Bay                                |
|         | YHA      | Aeroportul Port Hope Simpson                                 |
|         | YKE      | Aeroportul Knee Lake                                         |
|         | YLC      | Aeroportul Kimmirut                                          |
|         | YLE      | Aeroportul Whatì                                             |
|         | YLR      | Aeroportul Leaf Rapids                                       |
|         | YLS      | Aeroportul Lebel-sur-Quévillon                               |
|         | YNX      | Aeroportul Snap Lake                                         |
|         | YOA      | Aeroportul Ekati                                             |
|         | YZW      | Aeroportul Teslin                                            |
|         | YQB      | Aeroportul Internațional Québec City Jean Lesage             |
|         | YCZ      | Aeroportul Fairmont Hot Springs                              |
|         | YKH      | Aeroportul Yingkou Lanqi                                     |
|         | YSN      | Aeroportul Salmon Arm                                        |
|         | YYL      | Aeroportul Lynn Lake                                         |
|         | YZG      | Aeroportul Salluit                                           |
|         | YER      | Aeroportul Fort Severn                                       |
|         | YPO      | Aeroportul Peawanuck                                         |
|         | YQK      | Aeroportul Kenora                                            |
|         | YVC      | Aeroportul La Ronge (Barber Field)                           |
|         | YXP      | Aeroportul Pangnirtung                                       |
|         | YXR      | Aeroportul Earlton (Timiskaming Regional)                    |
|         | YYF      | Aeroportul Regional Penticton                                |
|         | YZT      | Aeroportul Port Hardy                                        |
|         | YZU      | Aeroportul Whitecourt                                        |
|         | YNY      | Aeroportul Internațional Yangyang                            |
|         | YSJ      | Aeroportul Saint John                                        |
|         | YZD      | Aeroportul Downsview                                         |
|         | YGJ      | Aeroportul Miho-Yonago                                       |
|         | YAY      | Aeroportul St. Anthony                                       |
|         | YSR      | Aeroportul Nanisivik                                         |
|         | YXZ      | Aeroportul Wawa                                              |
|         | YCW      | Aeroportul Chilliwack                                        |
|         | YDC      | Aeroportul Drayton Valley Industrial                         |
|         | YOW      | Aeroportul Internațional Ottawa Macdonald-Cartier            |
|         | YMH      | Aeroportul Mary's Harbour                                    |
|         | YXC      | Aeroportul Internațional Canadian Rockies                    |
|         | YNT      | Aeroportul Yantai Penglai                                    |
|         | YTM      | Aeroportul Internațional Mont Tremblant                      |
|         | YOL      | Aeroportul Yola                                              |
|         | YDT      | Aeroportul Boundary Bay                                      |
|         | YCM      | Aeroportul St. Catharines/Niagara District                   |
|         | YAX      | Aeroportul Angling Lake/Wapekeka                             |
|         | YJM      | Aeroportul Fort St. James (Perison)                          |
|         | YRT      | Aeroportul Rankin Inlet                                      |
|         | YCL      | Aeroportul Charlo                                            |
|         | YYU      | Aeroportul Kapuskasing                                       |
|         | YIH      | Aeroportul Yichang                                           |
|         | YQF      | Aeroportul Regional Red Deer                                 |
|         | YTS      | Aeroportul Timmins/Victor M. Power                           |
|         | YFO      | Aeroportul Flin Flon                                         |
|         | YQX      | Aeroportul Internațional Gander                              |
|         | YXJ      | Aeroportul Fort St. John                                     |
|         | YXN      | Aeroportul Whale Cove                                        |
|         | YKJ      | Aeroportul Key Lake                                          |
|         | YGM      | Aeroportul Gimli Industrial Park                             |
|         | YAL      | Aeroportul Alert Bay                                         |
|         | YKO      | Aeroportul Hakkari Yüksekova                                 |